# Johan Filip Lemke
Jan Filip Lemke (szw. Johan Filip Lemke, niem. Johann Philipp Lemke), ur. 19 maja 1631 w Norymberdze, zm. 13 kwietnia 1711 w Sztokholmie, niemiecki malarz batalista, od 1683 pracujący na dworze szwedzkim.
Po nauce w Hamburgu wyjeżdża na studia do Włoch, gdzie w latach 1653–1657 przebywa w Rzymie i pobiera nauki od Pietera van Laera, niderlandzkiego malarza zwanego Il Bamboccio (a jego uczniowie uprawiający podobny styl Bamboccianti). 
Z inicjatywy szwedzkiego portrecisty Davida Klöckera Ehrenstrahla przybywa na dwór szwedzki króla Karola XI do Sztokholmu w październiku 1683. Współpracuje z Erikiem Dahlberghiem przy jego szkicach, a pierwsze jego prace w 1684 to Bitwa pod Halmstad i Bitwa pod Lund. W galerii malarstwa na zamku Drottningholm znajduje się 20 jego planów bitew, 24 duże obrazy i 4 mniejsze z charakterystyczną perspektywą z lotu ptaka i zazwyczaj sylwetką króla na pierwszym planie (np. Bitwa pod Warszawą). 